# Bulbinella cauda-felis

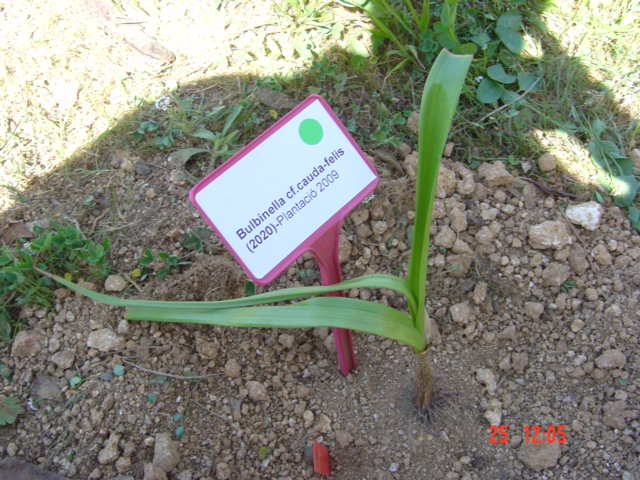
Visió propera de Bulbinella cauda-felis.

Bulbinella cauda-felis és una espècie de planta de la família de les asfodelàcies, endèmica de la província del Cap. És una planta bulbosa amb un període de floració que es troba comprès entre agost i desembre, mentre que el seu període de fructificació es produeix de desembre en endavant.